# 제40회 베네치아 국제 영화제
제40회 베네치아 국제 영화제는 1983년 8월 31일에 열린 시상식이다. 이탈리아 베니스에서 개최되었다.

## 수상 및 후보

### 황금사자상
- 미녀 갱 카르멘 - 장 뤽 고다르 수상

### 은사자상-감독상
- 사탕수수 길 - 유잔 팔시 수상

### 볼피컵 여우주연상
- 사탕수수 길 - Darling Legitimus 수상

### 볼피컵 남우주연상
- 스트리머 - 가이 보이드 수상
- 스트리머 - 조지 준드저 수상
- 스트리머 - 데이비드 앨런 그리어 수상
- 스트리머 - 미첼 릭턴스타인 수상
- 스트리머 - 매슈 모딘 수상
- 스트리머 - 마이클 라이트 수상

### FIPRESCI상
- 화니와 알렉산더 - 잉그마르 베르히만 수상

### 파시네티 어워드 - 남우주연상
- Gita scolastica, Una - Carlo Delle Piane 수상